# Szynowo
Szynowo (deutsch Schönau) ist ein Ort in der polnischen Woiwodschaft Ermland-Masuren. Er gehört zur Gmina Barczewo (Stadt-und-Land-Gemeinde Wartenburg in Ostpreußen) im Powiat Olsztyński (Kreis Allenstein).

## Geographische Lage
Szynowo liegt im Westen der Woiwodschaft Ermland-Masuren, 16 Kilometer nordöstlich der Kreis- und Woiwodschaftshauptstadt Olsztyn (deutsch Allenstein).

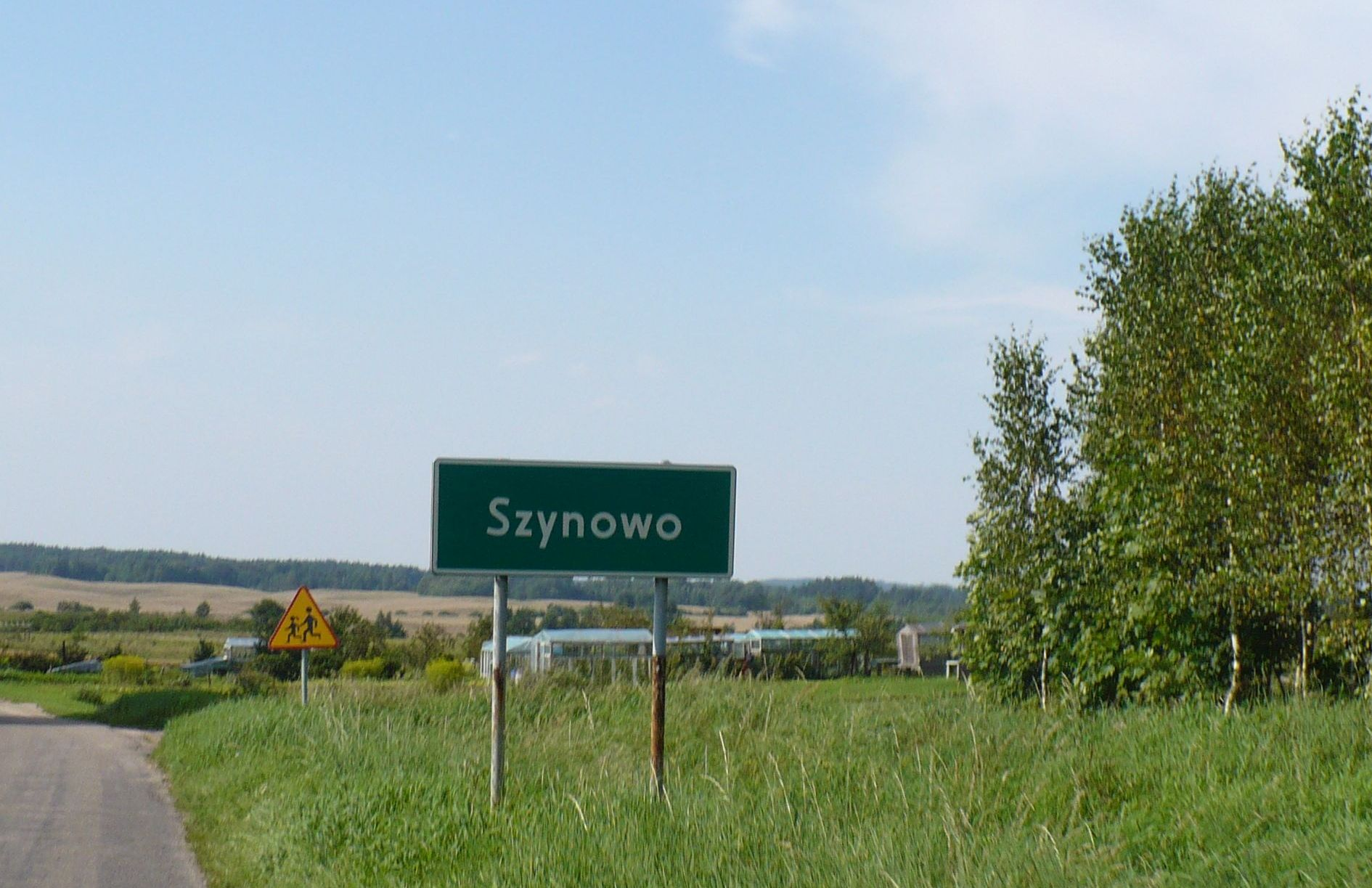
Ortseinfahrt Szynowo
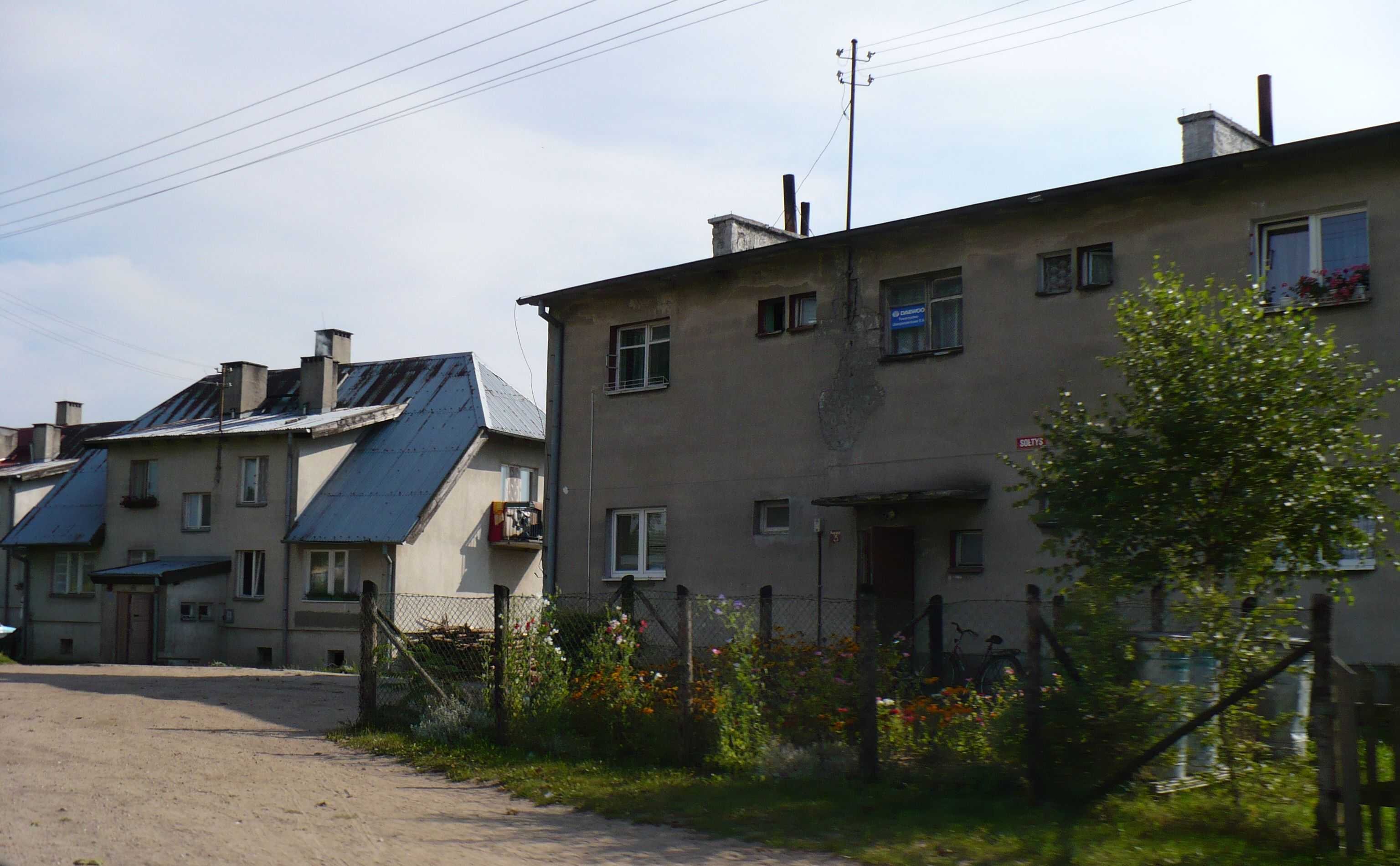
Wohnhäuser in Szynowo

## Geschichte

### Ortsgeschichte
Man schrieb das Jahr 1381, als Bischof Heinrich III. Sorbom die Gründung des Dorfes Szynowo (erst nach 1820 Schönau) initiierte. 1785 wurde Schönau als „adliges Gut, Dorf und Vorwerk“ mit acht Feuerstellen genannt, und bei der Volkszählung am 3. Dezember 1861 ergaben sich für das Rittergut Schönau und das Vorwerk Schönberg sechs Wohngebäude bei 135 Einwohnern.
Als am 7. Mai 1874 Schönau Amtsdorf und damit namensgebend für einen Amtsbezirk im Kreis Allenstein, Regierungsbezirk Königsberg (1905 bis 1945 Regierungsbezirk Allenstein), in der preußischen Provinz Ostpreußen wurde, gab es unter den sechs eingegliederten Kommunen sowohl die Landgemeinde Schönau als auch den Gutsbezirk Schönau. Im Jahre 1910 zählte die Landgemeinde Schönau 26 und der Gutsbezirk Schönau 84 Einwohner.
Am 30. September 1928 gab der Gutsbezirk Schönau seine Eigenständigkeit auf und schloss sich mit der Landgemeinde Schönau und dem Gutsbezirk Tengutten (polnisch Tęguty) zur neuen Landgemeinde Schönau zusammen. Die Zahl der Einwohner der so veränderten Gemeinde belief sich 1933 auf 184 und 1939 auf 200.
1945 musste in Kriegsfolge das gesamte südliche Ostpreußen an Polen abgetreten werden. Schönau erhielt die polnische Namensform „Szynowo“ und ist heute in die Stadt-und-Land-Gemeinde Barczewo (Wartenburg i. Ostpr.) im Powiat Olsztyński (Kreis Allenstein) eingegliedert, bis 1998 der Woiwodschaft Olsztyn, seither der Woiwodschaft Ermland-Masuren zugeordnet.

### Amtsbezirk Schönau (1874–1945)
Zum Amtsbezirk Schönau gehörten 1874 bei seiner Errichtung sechs Orte. Aufgrund struktureller Veränderungen waren es am Ende noch vier:
| Deutscher Name | Polnischer Name | Anmerkungen                                    |
| -------------- | --------------- | ---------------------------------------------- |
| Jadden         | Gady            |                                                |
| Ottendorf      | Radosty         |                                                |
| Schönau (Dorf) | Szynowo         |                                                |
| Schönau (Gut)  |                 | 1928 in die Landgemeinde Schönau eingegliedert |
| Tengutten      | Tęguty          | 1928 in die Landgemeinde Schönau eingegliedert |
| Tollack        | Tuławki         |                                                |

Im Januar 1945 bildeten noch die Gemeinde Jadden, Ottendorf, Schönau und Tollack den Amtsbezirk Schönau.

## Kirche
Bis 1945 war Schönau in die evangelische Kirche Wartenburg (Ostpreußen) in der Kirchenprovinz Ostpreußen der Kirche der Altpreußischen Union, außerdem in die römisch-katholische Kirche St. Anna Wartenburg eingepfarrt.
Heute gehört Szynowo weiterhin zur Pfarrei in Barczewo, die nun dem Erzbistum Ermland zugeordnet ist. Die evangelischen Einwohner halten sich zur Christus-Erlöser-Kirche Olsztyn (Allenstein) in der Diözese Masuren der Evangelisch-Augsburgischen Kirche in Polen.

## Verkehr
Szynowo liegt an einer Nebenstraße, die von Dąbrówka Mała (Klein Damerau) – unweit der Stadt Barczewo (Wartenburg) – über Maruny (Groß Maraunen) nach Tęguty (Tengutten) und Tuławki (Tollack) führt. Straßenverbindungen von Lamkowo (Groß Lemkendorf) bzw. Radosty (Ottendorf) enden in Szynowo. Eine Anbindung an den Bahnverkehr besteht nicht.